# Silver (jogo eletrônico)
Silver é um jogo eletrônico lançado em 1999, é um jogo de "RPG" para PC, Sega Dreamcast e Macintosh. O jogo foi produzido por Infogrames inicialmente no PC, e mais tarde no Dreamcast. Os focos da história em torno de um guerreiro chamado David e sua missão é recuperar sua esposa das garras do bandido Silver. Em sua viagem ganha um número de seguidores e visita muitas paisagens diferentes. O jogo vendeu mais de 400.000 cópias, e é agora out-of-print.
O jogo caracteriza-se em 3D polygonal extraídos do encontro com fundo 2D. O projeto foi inspirado na cultura de Manga/Anime. O sistema da batalha de Silver é notável por ser completamente diferente a muitos jogos RPG de similar, que geralmente se baseiam em combate por turnos. O jogador pode escolher o "Aventureiro em seu grupo, e controla-lo. O descanso dos caráteres é segurado automaticamente pelo AI. A história focaliza pela maior parte em coletar oito orbs mágicos que representam elementos diferentes o fogo, o gelo e o ácido, a cura, a terra, o relâmpago, o tempo e a luz. Cada orb está situado em uma área temida, e o jogador pode usar os orbs colecionados para lançar tipos diferentes de magias contra os seus inimigos.
O jogo foi distribuído com os PCs vendidos por um tempo, por uma companhia de computadores situada na Inglaterra, no ano 2000 e muito bem recebido por jogadores.
A cena - Silver A história se passa num mundo imaginário Jarrah, comumente conhecido como o “Wheel Of Life” para o fato que está dada forma como uma roda. Consiste em sete consoles.
O Haven - Haven encontra-se no centro de Jarrah. É uma terra muito fértil, e tem muitos do flora e do fauna. Encontram-se no centro a torre de Oracle e o acampamento Rebel (que é alguma sorte da base principal; você pode selecionar os companheiros de David aqui.
"Verdante" - Verdante está no canto alto-direito de Jarrah. É ainda mais fértil do que o Haven, e tem muitos das florestas… Bem, teria, mas foi queimado muito afastado ou girado no swampland devido às batalhas de encontro à prata. A casa, um monastery e os lotes de David das florestas esperam aqui.
RAIN - Rain é basicamente uma cidade grande, escura em uma ilha. Chove sempre aqui. Isto é, uma área muito perigosa, mas incapaz de ultrapassar Mettalon e Deadgate. Os lugares importantes aqui são Chains, Baixo Rain, Torre de Thadeus, Dungeon de prata, e a Taverna, embora a Taverna tenha mais uso mais tarde.
Gno Gno não abriga nada mais que uma biblioteca realmente grande. Esta biblioteca (a biblioteca de Gno) tem também cavernas debaixo dela, e, no começo do jogo, tem muitos do problema com imps.
O inverno do inverno é tipo de uma área chave no jogo, embora não grande. Abriga dois orbs (gelo e terra) e tem cavernas embaixo, e um castelo grande (propriedade do vidro, da filha de prata).
Mettalon o último console visitado no jogo, e a posição do palácio da prata. Como o seu nome o sugere, a cidade que cobre o console inteiro é feita completamente fora do metal, à excecpção do palácio da prata. O console pitted com os rios do sangue, a fonte do poder da prata. O jogador pode somente alcançar este console teleported lá pela filha de Prata, vidro. Uma vez que o jogador teleported lá, não podem sair à excecpção de uma visita breve ao inferno, onde o jogador luta o Apocalypse, a saliência final do jogo.

## Personagens
David - Personagem principal do jogo, bom para o combate direto, também com magias, suas taxas de acerto com arcos e afins, deixam um pouco a desejar, mas nada demais.
Sekune - É a arqueira do jogo, em determinadas missões ela será essencial, como em chains, porém é muito fraca no combate corpo-a-corpo e na magia também deixa muito a desejar.Entrará para o grupo, ao David chegar pela segunda vez no acampamento rebelde, após a morte do seu avô
Vivianne - Trata-se da versão feminina, e um pouco piorada do David. Vivianne pode ser encontrada em Verdante ela é vizinha de David
Jug- Este representa a força bruta, excelente para combate corpo-a-corpo, o qual ele é difícil de perder, seus acertos com armas de tiro são paupérrimas, e sua habilidade com magia ultrapassa o ridiculo, sendo quase impossivel que ele uilize a força de qualquer um dos orbs. Jug estará na Taverna em Rain, após uma briga de bar ele se juntará ao grupo.
Cagen - Cagen é um monge expert em artes marciais, o baixinho é fera no combate corpo-a-corpo, é bom com armas de arremesso, e é o segundo melhor em magia. Cagen estará esperando seus futuros companheiros em Verdante, no monastério dos monges.
Chiaro - Chiaro é um discipulo de Ruben, um artista que é assassinado por Silver, é sem duvida o mais fraco em termos de combate corpo-a-corpo, se perde-lo de vista em uma batalha mais complicada sua morte é certa. Porém Chiaro é especialista em Magia deixando Cagen muito atras, essencial jogador na fase final.Chiaro está na casa de Ruben, em Verdante, pra variar, a chave da casa de Ruben só poderá ser adquirida com o único monge são, alem de Cagen.